# Моронг (гміна)
Гміна Моронг (пол. Gmina Morąg) — місько-сільська гміна у північній Польщі. Належить до Острудського повіту Вармінсько-Мазурського воєводства.
Станом на 31 грудня 2011 у гміні проживало 25195 осіб.

## Територія
Згідно з даними за 2007 рік площа гміни становила 310.55 км², у тому числі:
- орні землі: 53.00%
- ліси: 25.00%

Таким чином, площа гміни становить 17.60% площі повіту.

## Населення
Станом на 31 грудня 2011:
| Опис     | Загалом | Загалом | Чоловіки | Чоловіки | Жінки | Жінки |
| -------- | ------- | ------- | -------- | -------- | ----- | ----- |
| одиниця  | осіб    | %       | осіб     | %        | осіб  | %     |
| все      | 25195   | 100     | 12463    | 49.47    | 12732 | 50.53 |
| міське   | 14569   | 100     | 7020     | 48.18    | 7549  | 51.82 |
| сільське | 10626   | 100     | 5443     | 51.22    | 5183  | 48.78 |

## Сусідні гміни
Гміна Моронг межує з такими гмінами: Годково, Лукта, Малдити, Мілаково, Міломлин, Пасленк, Сьвйонткі.